# Nebraska (película)
Nebraska es una película de 2013 de comedia dramática estadounidense protagonizada por Bruce Dern y Will Forte. Está dirigida por Alexander Payne. Fue lanzada el 15 de noviembre de 2013. Fue nominada a la Palma de Oro en el Festival de Cine de Cannes de 2013, donde Bruce Dern ganó el Premio al Mejor Actor. También fue nominada a 6 premios Oscar 2014 entre los que destacan mejor dirección para Alexander Payne y mejor actor para Bruce Dern. También fue nominada a 5 Globos de Oro 2014.

## Argumento
Woody Grant (Bruce Dern) es encontrado caminando a la salida de la ciudad de Billings por un alguacil quien le pregunta a donde va y le contesta que a Nebraska que queda bastante lejos por lo que es detenido y le avisan a su familia. Mientras tanto, su hijo David (Will Forte) recibe una visita de su exnovia Noel (Missy Doty), que le retorna sus cosas. Su conversación es interrumpida por una llamada de la madre de David, Kate (June Squibb), que está teniendo un problema con su padre. David recupera a Woody de la estación de policía y se entera de que él quiere ir a Lincoln, Nebraska para cobrar un premio de un sorteo de millón dólares que ha ganado. David regresa a Woody a su casa, donde Kate pronto se pone molesta cuando Woody insiste en cobrar su dinero. David y su hermano Ross (Bob Odenkirk), un reportero de noticias locales, discuten poniendo a Woody en una casa de retiro. Mientras ve la televisión, David recibe una llamada de Kate, diciéndole que recoja a Woody de la estación de autobuses. David se compromete a llevar a Woody a Nebraska, para gran consternación de Kate. Durante el recorrido pasan por el Monte Rushmore pero Woody no se interesa en verlo ya que está ansioso por llegar a Nebraska. Al llegar a un pueblo, desaparece y se va de juerga bebiendo. Él es encontrado por David, que descubre que Woody se ha lesionado y lo lleva al hospital, sólo para darse cuenta de que ha perdido su dentadura. Relatan los pasos de Woody y localizan sus dentaduras.  Debido a las lesiones, tienen que quedarse en el hospital en observación, por lo que no llegarán a Lincoln a tiempo, decidiendo hacer una visita a la familia de Woody.
Ellos llegan a la ciudad natal de Woody de Hawthorne y almuerzan con el hermano de Woody, Ray (Rance Howard) y su familia. Woody y David visitan la calle principal y pasan junto a una tienda de mecánica donde Woody solía poseer y van al bar local. Cuando David trae el alcoholismo de Woody, los obliga a marcharse. Antes de salir, se encuentran con el socio de negocios de Woody, Ed Pegram (Stacy Keach). Cuando Woody menciona que ganó el dinero, los clientes del bar le dan un brindis. A la mañana siguiente, se enteran de que la noticia se ha extendido a través de la ciudad. Conducen a la estación de autobuses para recoger a Kate, que ha decidido que los acompañara en el viaje. Mientras cenan en un restaurante, su presencia es alertada por Ed, que está cantando karaoke. Cuando Woody va al baño, Ed se acerca a David para hablarle acerca de un poco de dinero que le prestó Woody hace varios años que no le ha vuelto a pagar y le pide que pague el dinero pronto. El resto de la familia de Woody, incluyendo Ross, van a visitarlo. Los sobrinos de Woody, Cole y Bart (Devin Ratray y Tim Driscoll), se acercan a David y Ross acerca de cómo obtener un poco de dinero y se comienza una pelea. Woody, Kate, David y Ross visitan la antigua casa de Woody y encuentran su compresor de aire de edad desaparecido. Mientras caminaba por la casa de Ed, ellos lo encuentran y Woody lo roba. Sin embargo, resulta que la casa le pertenece a una pareja de ancianos, a quien distrae a Kate, mientras que David y Ross devuelven el compresor de aire.
En el bar, Woody y David se encuentran con Ed, que revela que Woody engañó a Kate antes del nacimiento de David. David se entera de que Bart y Cole encontraron la inscripción en el concurso y la arrojaron a la basura. David y Woody van en busca de ella y saben que Ed lo tiene y lo está leyendo a los clientes del bar. Woody tiene la entrada hacia atrás y David golpea a Ed. David le dice a Woody que no van a Lincoln y se lleva a Woody al hospital. Unos días más tarde, Woody se desprotege y se van a su casa. En el camino, Davis se rinde y conduce a Lincoln. Llegan a la agencia de marketing para recoger el dinero y la empleada busca el número en su ordenador y le avisa que no resultó ganador y le dan a escoger a Woody un premio de consolación entre un cojín o una gorra y escoge la gorra que tiene escrita la palabra "Ganador". David le pregunta a la empleada si este tipo de situación pasa a menudo y le contesta que sí con personas como su padre. Antes de partir de Hawthorne, David va a la concesionaria de automóviles y vende su coche para comprar un camión de Woody, y dijo que era lo único que iba a comprar con su dinero. También le compra otro compresor de aire. La película termina con Woody conduciendo el camión arriba y abajo de la calle principal de Hawthorne.

## Reparto
- Bruce Dern como Woody Grant.
- Will Forte como David Grant, el hijo menor de Woody.
- June Squibb como Kate Grant, la esposa de Woody, madre de Ross y David.
- Bob Odenkirk como Ross Grant, el hijo mayor de Woody.
- Stacy Keach como Ed Pegram, socio de negocios de edad, de Woody.
- Mary Louise Wilson como la tía Martha, Woody de la hermana-en-ley.
- Missy Doty como Noel, la novia de David.
- Angela McEwan como Pegy Nagy, una exnovia de Woody.
- Rance Howard como el tío Ray, uno de los hermanos de Woody.
- Devin Ratray como Cole, uno de los sobrinos de Woody.
- Tim Driscoll como Bart, uno de los sobrinos de Woody.
- Roger Stuckwisch como cantante del Karaoke.
- Melinda Simonsen como recepcionista en la oficina concurso en Lincoln.
- Terry Kotrous como Sheriff.

## Premios y nominaciones
Premios Óscar
| Año  | Categoría               | Receptor                | Resultado |
| ---- | ----------------------- | ----------------------- | --------- |
| 2014 | Mejor película          | Albert Berger Ron Yerxa | Nominada  |
| 2014 | Mejor director          | Alexander Payne         | Nominado  |
| 2014 | Mejor actor             | Bruce Dern              | Nominado  |
| 2014 | Mejor actriz de reparto | June Squibb             | Nominada  |
| 2014 | Mejor guion original    | Bob Nelson              | Nominado  |
| 2014 | Mejor fotografía        | Phedon Papamichael      | Nominado  |

Globos de oro
| Año  | Categoría                          | Receptor                           | Resultado |
| ---- | ---------------------------------- | ---------------------------------- | --------- |
| 2014 | Mejor película - Comedia o musical | Mejor película - Comedia o musical | Nominada  |
| 2014 | Mejor director                     | Alexander Payne                    | Nominado  |
| 2014 | Mejor actor- Comedia o musical     | Bruce Dern                         | Nominado  |
| 2014 | Mejor actriz de reparto            | June Squibb                        | Nominada  |
| 2014 | Mejor guion                        | Bob Nelson                         | Nominado  |

Premios BAFTA
| Año  | Categoría            | Receptor           | Resultado |
| ---- | -------------------- | ------------------ | --------- |
| 2014 | Mejor actor          | Bruce Dern         | Nominado  |
| 2014 | Mejor guion original | Bob Nelson         | Nominado  |
| 2014 | Mejor fotografía     | Phedon Papamichael | Nominado  |

Premios Independent Spirit
| Año  | Categoría               | Candidato       | Resultado | Referencia |
| ---- | ----------------------- | --------------- | --------- | ---------- |
| 2014 | Mejor película          | Mejor película  | Nominada  | [ 7 ]      |
| 2014 | Mejor director          | Alexander Payne | Nominado  | [ 7 ]      |
| 2014 | Mejor actor             | Bruce Dern      | Nominado  | [ 7 ]      |
| 2014 | Mejor actor de reparto  | Will Forte      | Nominado  | [ 7 ]      |
| 2014 | Mejor actriz de reparto | June Squibb     | Nominada  | [ 7 ]      |
| 2014 | Mejor guion novel       | Bob Nelson      | Ganador   | [ 7 ]      |

Festival de Cannes
| Año  | Categoría    | Candidato    | Resultado | Referencia |
| ---- | ------------ | ------------ | --------- | ---------- |
| 2013 | Mejor actor  | Bruce Dern   | Ganador   | [ 8 ]      |
| 2013 | Palma de Oro | Palma de Oro | Nominada  | [ 8 ]      |

70.ª edición de las Medallas del Círculo de Escritores Cinematográficos
| Categoría                 | Resultado | Referencia |
| ------------------------- | --------- | ---------- |
| Mejor película extranjera | Ganadora  | [ 9 ]      |